# The May Department Stores Company
The May Department Stores Company est une entreprise américaine, holding de grands magasins. Fondée à Leadville par David May en 1877, elle avait son siège dans le centre-ville de Saint-Louis au Missouri. Elle a fusionné avec Federated Department Stores, Inc. (actuel Macy's, Inc.) en 2005.